# Gio Quang
Gio Quang là một xã cũ thuộc huyện Gio Linh, tỉnh Quảng Trị, Việt Nam.

## Lịch sử
Ngày 16 tháng 6 năm 2025, Ủy ban Thường vụ Quốc hội ban hành Nghị quyết số 1680/NQ-UBTVQH15 về việc sắp xếp các đơn vị hành chính cấp xã của tỉnh Quảng Trị năm 2025. Theo đó, sắp xếp toàn bộ diện tích tự nhiên, quy mô dân số của thị trấn Gio Linh, xã Gio Quang, xã Gio Mỹ, xã Phong Bình thành xã mới có tên gọi là xã Gio Linh.

## Địa lý
Xã Gio Quang nằm ở phía nam huyện Gio Linh, có vị trí địa lý:
- Phía đông giáp xã Gio Mai
- Phía bắc giáp xã Gio Châu
- Phía tây giáp xã Linh Hải và huyện Cam Lộ
- Phía nam giáp thành phố Đông Hà và huyện Triệu Phong.

## Hành chính
Xã Gio Quang được chia thành 4 thôn: Tân Kỳ, Trúc Lâm, Vinh Quang Hạ, Vinh Quang Thượng.